# Türkmenistanyň Harby-deňiz Güýçleri
Le Forze navali del Turkmenistan, in turkmeno Türkmenistanyň Harby-deňiz Güýçleri, sono la componente navale delle forze armate dello Stato cetroasiatico del Turkmenistan.
Benché sia uno Stato senza sbocco al mare, il Turkmenistan creò una propria forza navale militare nel 2009 (a partire da una preesistente guardia costiera creata all'indomani dell'indipendenza nel 1991) per pattugliare la sua linea costiera affacciata sul Mar Caspio, ricca di materie prime. Tensioni con i suoi vicini circa la delimitazione dei confini navali nel Caspio portarono il Turkmenistan a varare negli anni 2010 un importante programma di acquisizione di nuove unità da combattimento costruite in Russia e Turchia, incrementando rapidamente la consistenza delle proprie Forze navali fino a renderle tra le più potenti del bacino dopo quelle russe.

## Storia

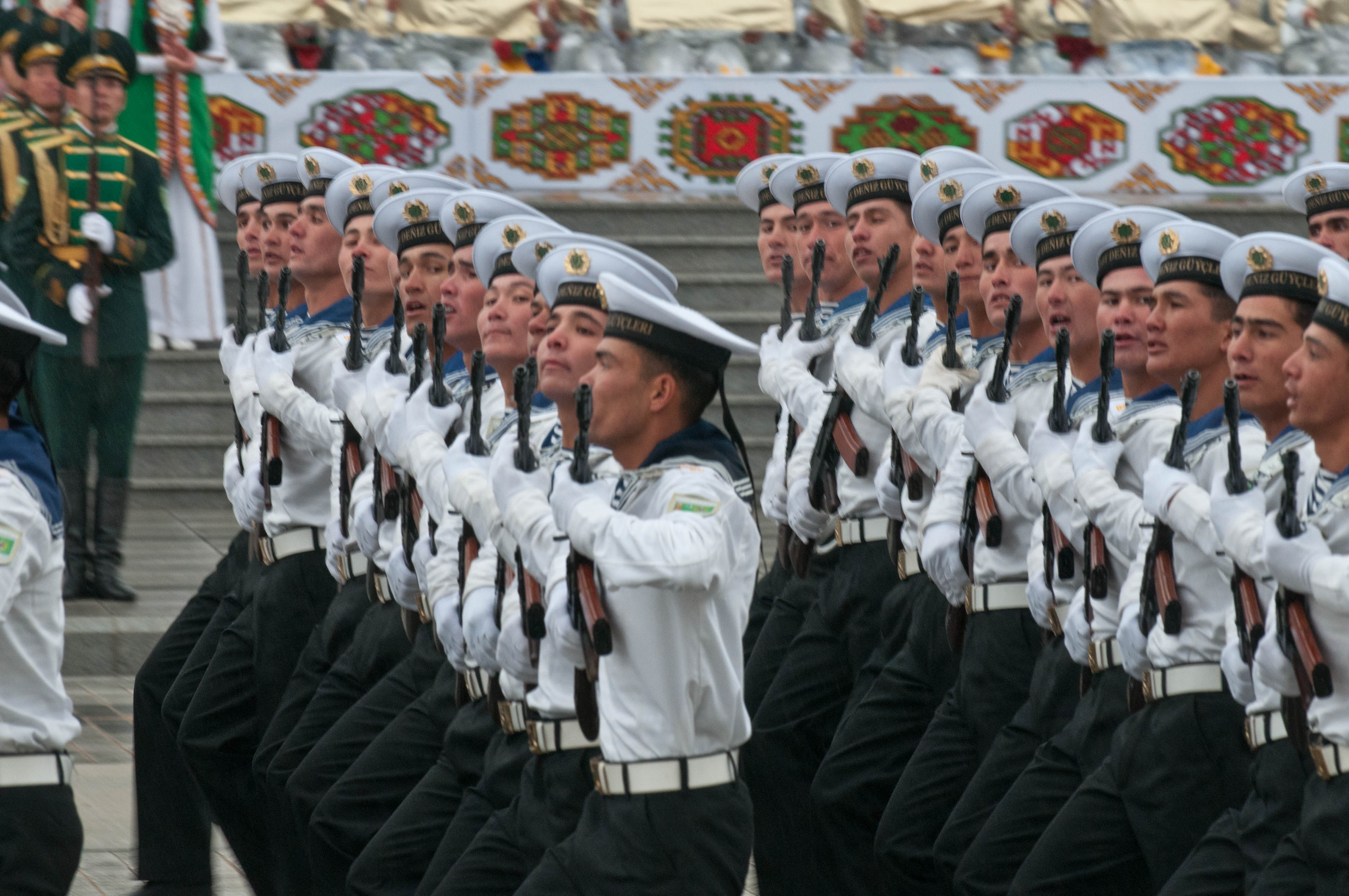
Marinai turkmeni sfilano in parata nel 2011

Il Turkmenistan dichiarò ufficialmente la sua indipendenza dall'Unione Sovietica il 25 ottobre 1991, iniziando quindi a costruire le proprie forze armate; per quanto il paese possieda una linea costiera affacciata sul Mar Caspio lunga 1768 chilometri, ricca di giacimenti offshore di petrolio e gas naturale, la creazione di una forza navale militare ricevette inizialmente scarsa considerazione. Nel 1992 fu attivata una piccola guardia costiera, subordinata al corpo delle guardie di frontiera (Döwlet Serhet Gullugy) ed equipaggiata con il poco materiale navale rimasto al Turkmenistan dopo la dissoluzione dell'Unione Sovietica: cinque motovedette della classe Zhuk e due hovercraft da trasporto classe Gus, tutti residuati della Flottiglia del Caspio con già parecchi anni di attività sulle spalle. Le unità ex-sovietiche furono radiate da servizio all'inizio degli anni 2000, quando un primo programma di ammodernamento navale portò all'acquisizione di un pattugliatore classe Point dismesso dalla United States Coast Guard, di un mezzo da sbarco sempre di provenienza statunitense, di quattro motovedette classe Kalkan-M di origine ucraina e di due motovedette classe Sobol di origine russa.
L'acuirsi dei contrasti diplomatici tra le nazioni rivierasche del Mar Caspio, relativi alla delimitazione delle rispettive frontiere marittime e ai principi di spartizione dei ricchi giacimenti sottomarini di risorse naturali, portarono il governo del Turkmenistan a varare un ambizioso programma di rafforzamento delle sue capacità militari navali, a iniziare dalla costituzione nel 2009 delle Forze navali turkmene in forza armata indipendente e paritaria con esercito e aeronautica; la costituzione della nuova forza armata fu subito seguita da un vasto programma di acquisizioni di unità di nuova costruzione, con una componente decisamente orientata alle capacità di combattimento a lungo raggio. Tra il 2011 e il 2015 furono acquistate dalla Russia due o tre corvette lanciamissili della classe Molnja, la versione più moderna e aggiornata delle unità classe Tarantul di epoca sovietica: le unità sono equipaggiate con otto lanciatori binati per missili antinave Kh-35 e un impianto quadruplo per missili antiaerei Igla. Le Molnja vennero fornite in virtù di un accordo di cooperazione tecnico-militare sottoscritto tra Turkmenistan e Russia di cui però il governo di Aşgabat decise di non avvalersi ulteriormente, preferendo rivolgersi per i suoi successivi programmi di acquisizione alle industrie della difesa della Turchia. Nel ristrutturato polo cantieristico navale nazionale di Türkmenbaşy furono quindi assemblate tra il 2012 e il 2015 dieci corvette lanciamissili classe Arkadag, fornite in tronconi pre-costruiti dalla ditta turca Dearsan: basate sul progetto delle corvette anti-sommergibili classe Tuzla, già in servizio con la Marina militare turca, le Arkadag sono state dotate di un armamento più potente e rivolto anche alla lotta antinave e antiaerea, tramite l'aggiunta nel primo caso di quattro lanciatori per missili OTOMAT o Marte Mk2 di origine italiana e nel secondo di due lanciatori per missili a corto raggio MBDA Mistral francesi.
L'accordo tra Turchia e Turkmenistan portò poi alla costruzione su licenza a Türkmenbaşy, tra il 2014 e il 2017, di sei motocannoniere missilistiche classe Dersan-33, piccole unità veloci armate con due lanciatori singoli per missili Marte Mk2; la Turchia fornì anche un piccolo quantitativo di unità ausiliarie, comprendente due piccoli mezzi anfibi, una nave da ricerca idrografica e una nave appoggio. Nel 2019 infine venne siglato con contratto sempre con i cantieri turchi Dearsan e Gülhan per la costruzione nello scalo di Türkmenbaşy un'unità di maggiori dimensioni, una grossa corvetta lanciamissili dotata anche di hangar e ponte di volo per un elicottero.

## Struttura
Al 2022 le Forze navali del Turkmenistan hanno circa 2000 effettivi in servizio permanente, in netta crescita rispetto ai 500-700 uomini in servizio nel 2020; a queste forze si affianca poi una brigata di fanteria con addestramento alla guerra anfibia, creata nel 2011. Quartier generale e base principale della marina è il porto di Türkmenbaşy, con un punto di appoggio secondario presso l'isola di Ogurja Ada .
Un'accademia navale turkmena è stata aperta a Türkmenbaşy nel 2015.